# Aussichtsturm Oerlikonturm
Der Oerlikonturm (auch Blauer Turm genannt) steht im Oerliker Park in der Gemeinde Zürich im Kanton Zürich. 

## Situation
Der aus Beton erstellte Turm ist 35,50 Meter hoch, die Aussichtsplattform befindet sich in 33 Meter Höhe und wurde 2001 eingeweiht. Der ganze Turm ist mit einem feinmaschigen Stahlnetz umhüllt.
Um einen blau durchgefärbten, 30 Meter hohen Betonkern führen 203 umlaufend angeordnete Treppenstufen auf die erste Plattform. Von da aus gelangt man über eine letzte Wendeltreppe (13 Stufen) auf die Aussichtsplattform. Vom Turm aus bietet sich eine Aussicht über ganz Oerlikon und Teile der umliegenden Gemeinden.

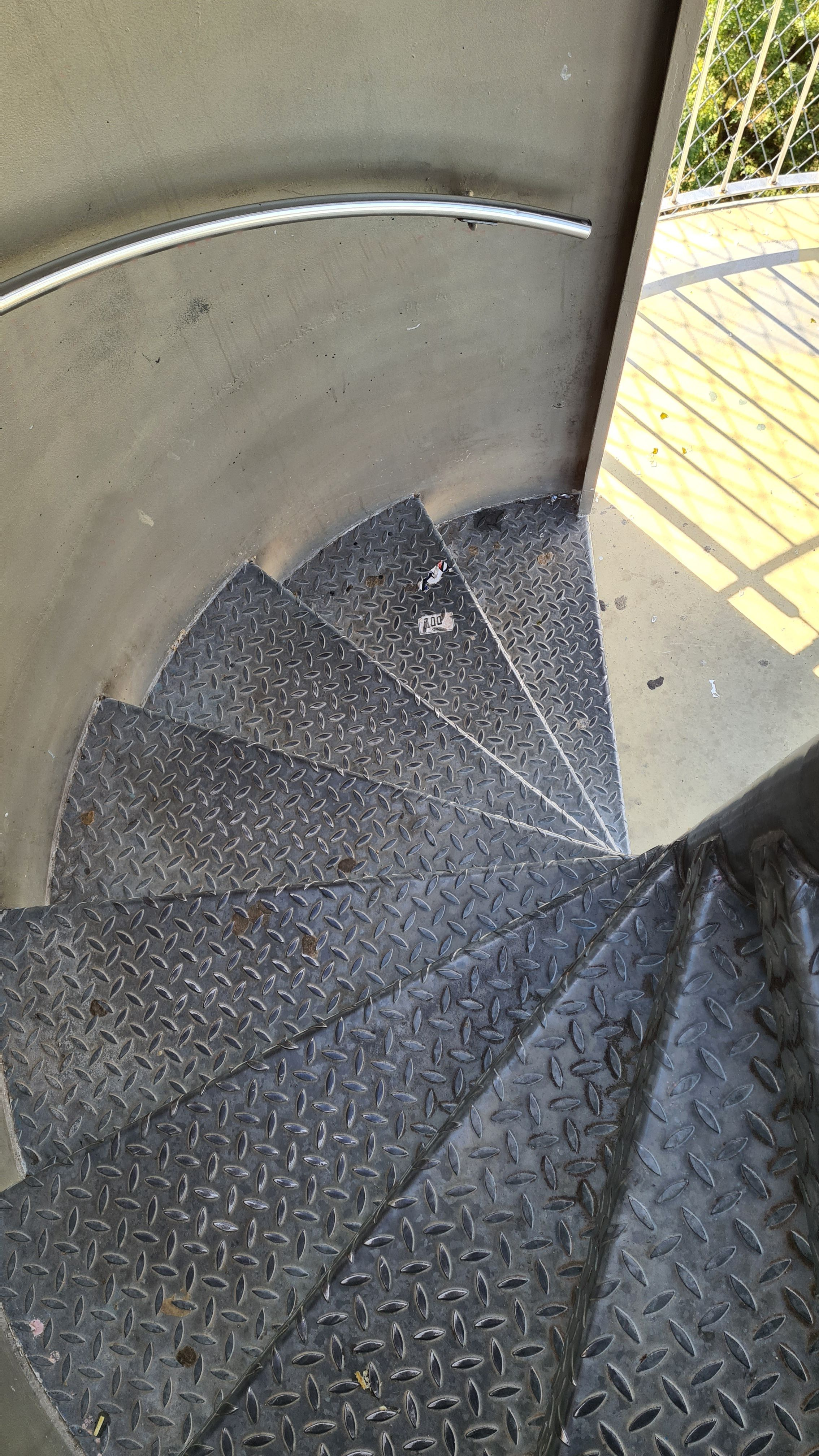
Treppen
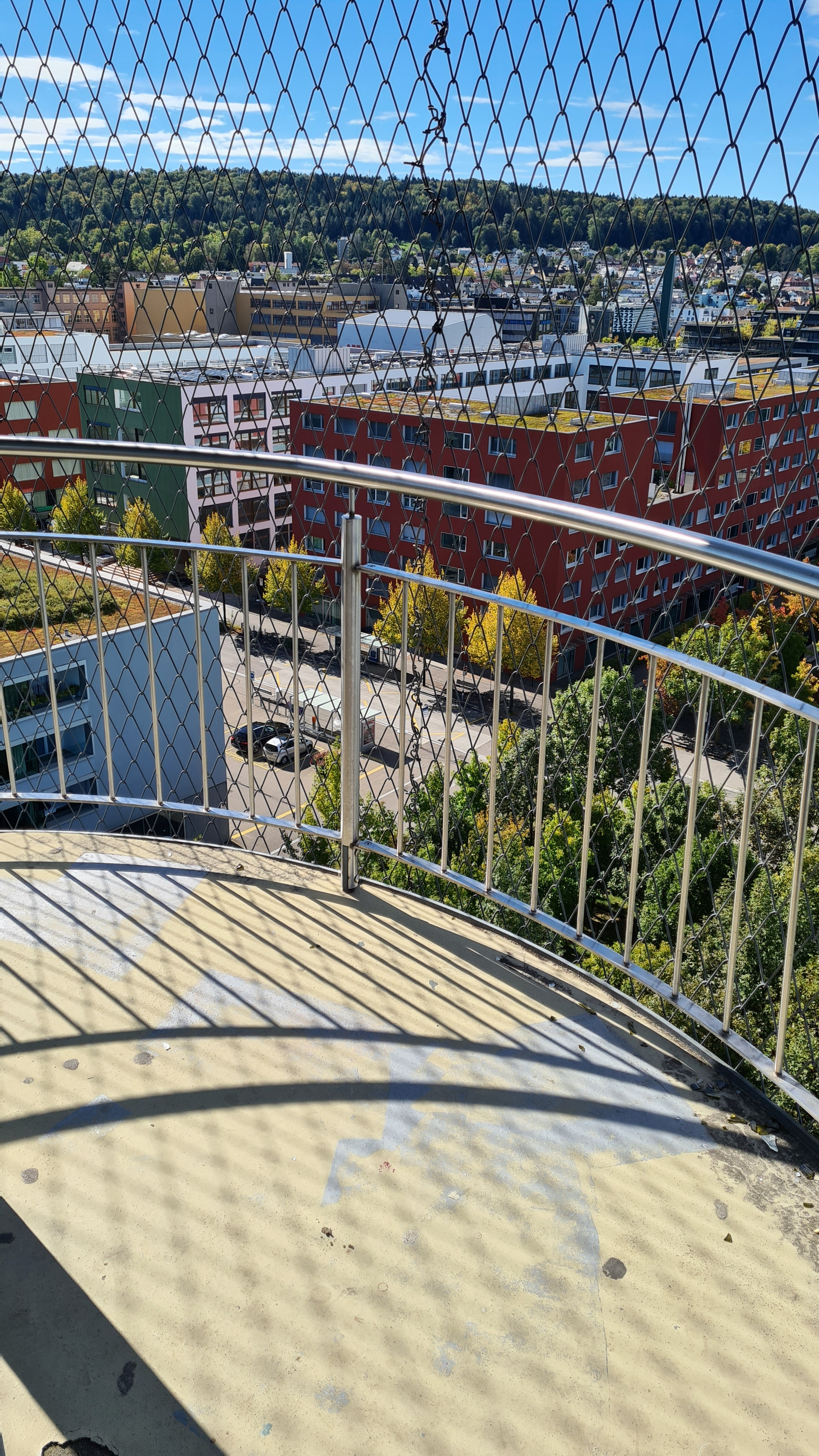
Aussichtsplattform
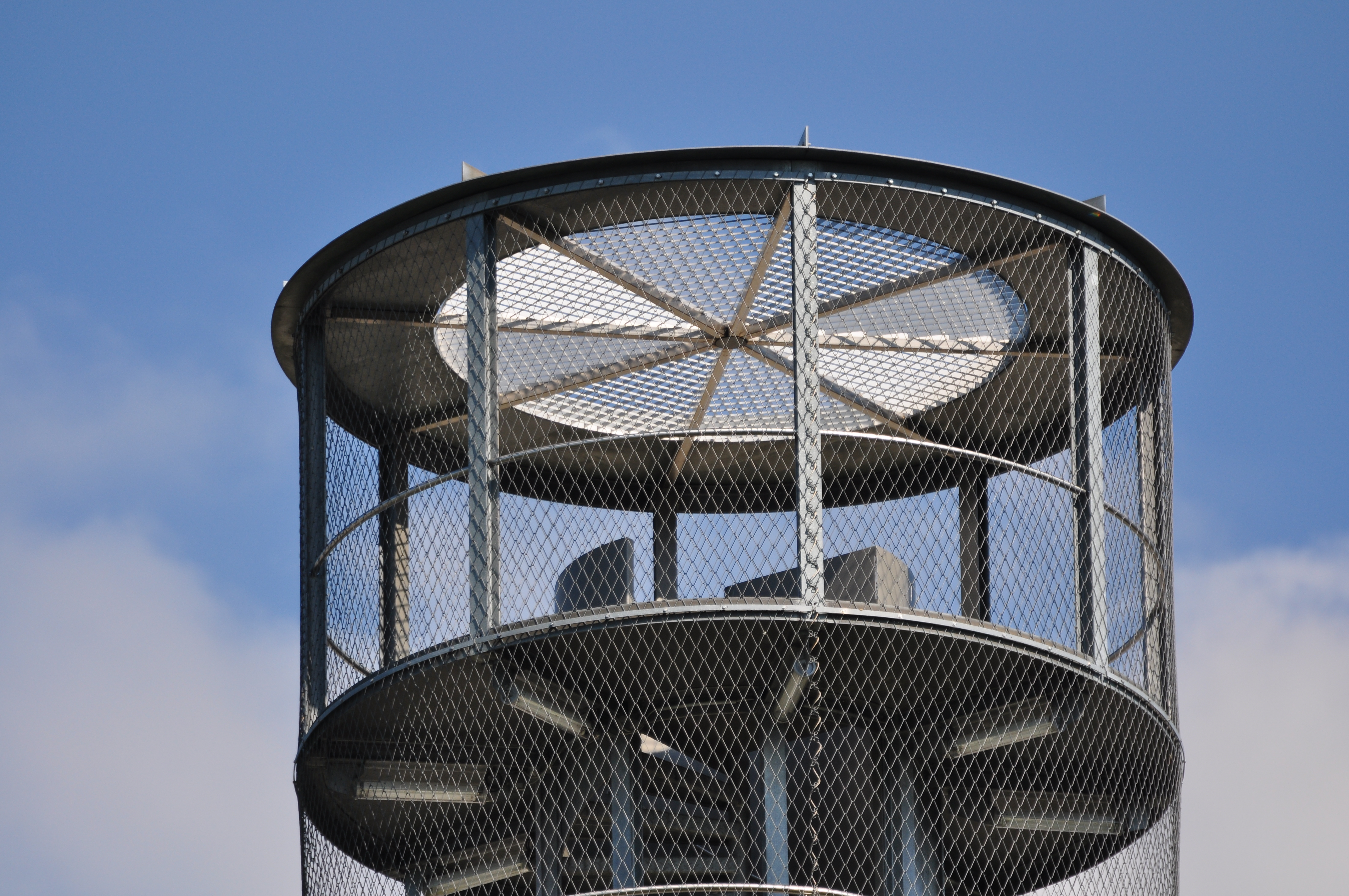
Plattform